# Selaginella roxburghii
Selaginella roxburghii är en mosslummerväxtart som först beskrevs av William Jackson Hooker och Grev., och fick sitt nu gällande namn av Antoine Frédéric Spring. Selaginella roxburghii ingår i släktet mosslumrar, och familjen mosslummerväxter. Utöver nominatformen finns också underarten S. r. strigosa.